# Часовня Михаила Архангела (Паяницы)
Часовня Михаила Архангела — православная часовня, расположенная в Медвежьегорском районе Карелии. Памятник деревянного зодчества Заонежья.

## Расположение
Ранее здесь находились три деревни: Бережская, Подгорская, Фоминская, они носили общее название — Паяницы и входили в Шуньгский погост, один из активных экономических центров региона. Ближайшие к часовне деревни — Подгорская и Фоминская. Часовня, располагаясь на доминирующей части рельефа, объединяла в общий ансамбль линейно распланированную застройку поселений.

## История
Как и большинство других архитектурных памятников, за время своего существования часовня пережила неоднократные поновления и переделки. Исследователи насчитывают у этого здания четыре строительных этапа, которые в свою очередь относятся к двум периодам деревянного зодчества Заонежья — раннему, отражающему народные традиции, и последовавшему за ним периоду официальному, когда строительство осуществлялось в рамках правил, определенных государством.

## Архитектура

### Первый строительный этап
Изначально, на первом строительном этапе, часовня Михаила Архангела была клетской постройкой в две камеры. К квадратному помещению часовни примыкал прямоугольный в плане более низкий притвор. У клети молельни имелись повалы. И собственно часовня, и притвор были крыты двухскатными кровлями из тёса. Основная клеть имела безгвоздевую кровлю по «курицам и потокам». Покрытие притвора, вероятно, было выполнено из «красного тёса» (тёса с фигурными концами), так как верхние брёвна первого строительного этапа не имеют следов от «куриц». У входа, возможно, была деревянная площадка, на которую вела открытая лестница. Свет в основное помещение проникал через два трёхкосящатых окна, которые сохранились до нашего времени без изменений. Верхние косяки оформлены гребнем и заплечиками, в брёвнах под окнами выполнены выступы, которые имитируют нижние косяки. По мнению реставратора Е. Вахрамеева, эти детали свидетельствуют о переходе от четырёхкосящатого к трёхкосящатому окну, что характерно для Карелии в период со второй половины XVIII в. до начала первой половины XIX в. В южной стене устроено волоковое окно. В основном помещении внутри брёвна стен были отёсаны на высоту примерно в половину. По зарубкам на боковых стенах было определено, что иконостас в первый строительный период состоял из полки, на которой размещались иконы. Притвор не имел ни потолка, ни окон. На основании этих конструктивных особенностей Вахрамеев предполагает, что часовня была сооружена до середины XVIII века.

### Второй строительный этап
На основе анализа архитектурно-конструктивных признаков Вахрамеев относит второй строительный этап часовни приблизительно ко второй половине XVIII века. При этом он отмечает, что Ларс Петтерссон, исследовав отчёты Онежанского прихода, определял дату постройки часовни — 1760 год. Однако Вахрамеев не согласен с Петерссоном, по его мнению, в это время проводилась первая для Михайловской часовни значительная реконструкция. В результате перестройке подверглись её интерьеры, изменился и экстерьер. Притвор получил частично признаки церковной трапезной. Он получил плоский потолок на балках, при этом сруб был увеличен в высоту на два венца. Притвор перекрыли безгвоздевой крышей. Было устроено крыльцо в два марша, перекрытое в два ската. Теперь Михайловская часовня походила на расположенную в 20 км от неё в деревне Часовенская Варваринскую часовню (построена в середине XVIII века).
По предположению Вахрамеева, в это время в Михайловской часовне были тябловый иконостас и «небо» в пятнадцать полей. По состоянию на 1986 год иконы из часовни находились в Карельском музее изобразительных искусств. Иконостас составлен из икон двух временных периодов: местный ряд — XVI—XVII вв., иконы верхних рядов иконостаса и «неба» — XVII—XVIII вв. Особенность праздничного и пророческого рядов иконостаса часовни Михаила Архангела в том, что они написаны на общих досках: верхнюю часть доски занимают пророки, а нижнюю — праздники. Такое объединение двух рядов иконостаса на одной основе встречается в Карелии довольно редко и относится к XVII—XVIII вв.

### Третий строительный этап
Экономическое развитие края переживало подъем после Северной войны. В связи с этим выросло население и небольшие прежде деревни, насчитывавшие три-пять дворов превратились в крупные поселения. Ранее храму или часовне для выделения среди скромной по размерам застройки было достаточно размещения на возвышенностях или в ельниках. В XVIII веке для доминирования над жилыми и хозяйственными постройками часовням требовались дополнительные сооружения. В это время к заонежским часовням пристраиваются колокольни. Кроме отдельно стоящих восьмериковых шатровых колоколен (наиболее распространённый тип), часовни северного Заонежья оборудовались галереями-звонницами. Ларс Петтерссон описывал их так: «В целом крыльцо подобно часовенскому типу, но над крыльцом устроена звонница с двухскатной кровлей по оси основного сооружения. Кровля может быть одинаковой высоты с кровлей над основным сооружением или ниже её». Ларс Петтерссон называл такие крыльца со звонницами крыльцами тугариновского типа — они были подобны крыльцу с галереей-звонницей Тугариновской часовни. По следам двухскатной кровли на западном фасаде часовни Михаила Архангела он определил, что и она в своё время имела такое же крыльцо. Выводы Петтерссона подтвердились в 1979 году, когда часовню обследовали реставратор Е. Вахрамеев и архитектор А. Яскеляйнен. По мнению Петтерссона галереи-звонницы появились в Онежанском и Шуньгском приходах около 1800 года и, кроме небольшой территории на северном Заонежье, более нигде не встречались. Возможно, что данный тип крыльца, распространённый на достаточно ограниченном пространстве, связан с работой какой-то местной плотницкой артели.
В конце XVIII — начале XIX века кровля притвора часовни была поднята на уровень её основного помещения, стены притвора были рублены с повалами. Квадратная в плане звонница была установлена на западной стороне на уровне фронтона, её ширина была меньше ширины основного объёма. Внутри притвора была устроена лестница на чердак, откуда через дверь во фронтоне можно было пройти на звонницу. Дверь сохранилась до настоящего времени, прямоугольное сопряжение её косяков и способ обработки полотна указывают на то, что она была срублена в начале XIX века.

### Четвёртый строительный этап
Третий строительный этап стал завершающим для традиционного периода в эволюции Михайловской часовни. Дальнейшие изменения в архитектуре культовых сооружений происходили под влиянием образцовых проектов, появившихся в начале XIX в. Эти проекты, утверждённые императором, были призваны упорядочить возведение зданий, относящихся к этой категории. Под их влиянием карельские церкви и часовни утрачивали ранее прочную связь с народной деревянной архитектурой.
В Михайловской часовне демонтируется галерея-звонница, получает пристройку-сени, которые завершает колокольня в девять столпов, крытая невысоким шатром. Притвор через новый проём был соединён с молельней. В часовню теперь заходили с южной стороны через новое крыльцо с одним лестничным всходом. Была вновь перекрыта кровля, главка часовни увенчала небольшую бочку из тёса. Тёсом была обшита и собственно часовня. Так как торцевание брёвен сеней было выполнено пилой, а обшивка стен крепилась коваными гвоздями, четвёртый строительный этап завершился в период с 1850 по 1890 год.

### Реставрация
В 1979 году часовня была отреставрирована. Перед реставраторами стояла непростая задача: сохранить в комплексе элементы сооружения всех строительных этапов было невозможно из-за плохого состояния объекта. Шатровая звонница и главки были разрушены; сени, крыльцо, обшивка сруба могли быть восстановлены только в новом материале. Основной объём находился в удовлетворительном состоянии таким, каким он был в конце XVIII — начале XIX вв. Реставраторы избрали третий этап строительства часовни, который было решено раскрыть, чтобы продемонстрировать развитие карельского деревянного зодчества в данный период. Все предшествовавшие этому этапу переделки и элементы по возможности были сохранены. Восстановлена галерея-звонница. Обшивка и сени были разобраны — таким образом был восстановлен образ памятника с архитектурно-строительными решениями, относящимися к ныне утраченному типу часовен XIX века.